# Unterwaldhausen
Unterwaldhausen är en kommun (Gemeinde) i Landkreis Ravensburg i förbundslandet Baden-Württemberg i Tyskland. Folkmängden uppgår till cirka 300 invånare, på en yta av 4 kvadratkilometer.
Kommunen ingår i kommunalförbundet Altshausen tillsammans med kommunerna Altshausen, Boms, Ebenweiler, Ebersbach-Musbach, Eichstegen, Fleischwangen, Guggenhausen, Hoßkirch, Königseggwald och Riedhausen.